# سیارک ۸۶۵۱
سیارک ۸۶۵۱ (به انگلیسی: 8651 Alineraynal، نامگذاری:1989YU5) هشت هزار و ششصد و پنجاه و یکمین سیارک کشف شده‌است که در ۲۹ دسامبر ۱۹۸۹ کشف شد.
قدر مطلق سیارک برابر ۱۴٫۵۰ است.